# Amphoritheca bonplandii
Amphoritheca bonplandii là một loài Rêu trong họ Funariaceae. Loài này được (Hook.) A. Jaeger mô tả khoa học đầu tiên năm 1874.